# Синенький Петро Олексійович
Петро Олексійович Синенький (січень 1901, село Великі Чорнокінці — 17 березня 1984) — український лікар-хірург, громадський діяч. Молодший брат Іванни Синенької-Іваницької.

## Життєпис
Народився у січні 1901 року в с. Великі Чорнокінці на Галицькому Поділлі (нині Чортківський район, Тернопільщина, Україна) в родині управителя народної школи.
Навчання в Чортківській гімназії перервала війна. Після шести років навчання разом із батьком вступає до Української Галицької Армії. Під час Визвольних змагань у лавах УГА, потрапив у полон з перебуванням у Тухольському таборі військовополонених. Після звільнення з польського полону закінчує Чортківську гімназію та складає матуру в 1924 році. Того ж року розпочав навчання на медичному факультеті Українського таємного університету у Львові, однак польська влада закрила навчальний заклад. Закінчив польський державний університет імені Яна Казімежа у Львові, після розпуску УТУ.
Практикував у Чорткові (зокрема, працював гімназійним лікарем). Тривалий час був головою місцевого товариства «Сокіл».
У 1933 році став членом Українського лікарського товариства.
Після приходу до Чорткова (1939 р.) більшовицько-радянська влада почала масові арешти та переслідування інтелігенції. Жертвою НКВС став і Петро Синенький, якого заарештовували двічі. Перший раз у 1940 р. Про цей арешт швидко дізналися люди з міста та навколишніх сіл, які зібрали підписи та вимагали від НКВС негайного звільнення лікаря.
1941 р. заарештований удруге та вивезений у Сибір, а саме у Норильськ, де перебувала значна кількість українських та польських в'язнів. Після 10 років заслання виїхав до Польщі. Саме перебуваючи на засланні, лікар Синенький набув великого хірургічного досвіду, зокрема, надавав лікарську допомогу та поради хворим дітям родин польських офіцерів, що були розстріляні в Катині. Згодом став помічником лікаря-хірурга з польських засланців.
Працював хірургом у шпиталях Варшави, тривалий час — у м. Старгарді, де згодом став директором цього ж шпиталю.
Загинув в автомобільній катастрофі 17 березня 1984 року.

## Вшанування пам'яті
- У 1993 на його честь була названа вулиця у місті Чортків.[4][5]